# Mimusops dodensis
Mimusops dodensis är en tvåhjärtbladig växtart som beskrevs av Adolf Engler. Mimusops dodensis ingår i släktet Mimusops och familjen Sapotaceae.
Artens utbredningsområde är Kamerun. Inga underarter finns listade i Catalogue of Life.